# 이규석 (축구 선수)
이규석(李奎錫,2001년 4월 23일 ~ )는 대한민국의 축구 선수로, 포지션은 센터백이다. 현재 K리그1 수원 삼성 블루윙즈 소속이다.